# 辛延偓
辛延偓，五代十国南汉官员。
辛延偓在南汉末年担任韶州刺史。李承渥兵败，北宋将领潘美进入韶州城，辛延偓被擒，拘留在宋军中。他见到宋朝军队盛大，知道不可抗拒，于是派人从小路回去，劝后主劉鋹到军前归降。后主心动，召诸臣谋划，被内太师李托阻拦。